# أنجيلا فويجت
أنجيلا فويجت (بالألمانية: Angela Voigt) (و. 1951 – 2013 م) هي منافسة ألعاب القوى من ألمانيا، وألمانيا الشرقية، شاركت في الألعاب الأولمبية الصيفية 1976، توفيت في مغدبورغ، عن عمر يناهز 62 عاماً.

## جوائز
حصلت على جوائز منها:

وسام الاستحقاق الوطني الفضي

## روابط خارجية
- أنجيلا فويجت على موقع الاتحاد الدولي لألعاب القوى (الإنجليزية)
- أنجيلا فويجت على موقع اللجنة الأولمبية الدولية (الإنجليزية)
- أنجيلا فويجت على موقع أوليمبيديا (الإنجليزية)